# 3-Dimethylaminoacrolein
3-Dimethylaminoacrolein ist eine stabile und wesentlich untoxischere Vorstufe für den genotoxischen, mutagenen und potentiell auch beim Menschen karzinogenen Malondialdehyd. Die Verbindung kann als vinyloges Dimethylformamid (DMF) aufgefasst werden und vereinigt die Funktionalitäten eines ungesättigten Aldehyds und eines Enamins. Daher eignet sich 3-Dimethylaminoacrolein und die daraus abgeleiteten Vinamidine (zusammengezogen aus vinyloge Amidine) bzw. Vinamidiniumsalze (substituierte 1,5-Diazapentadiene) als reaktiver Molekülbausteine insbesondere zum Aufbau von stickstoffhaltigen Heterocyclen, wie z. B. von Pyridinen, Pyrimidinen, Pyrrolen oder Pyrazolen.

## Vorkommen und Darstellung
Bei der Addition von Dimethylamin an die Dreifachbindung von Propargylaldehyd im Sinne einer Vinylierung nach Reppe entsteht 3-Dimethylaminoacrolein in 88%iger Ausbeute als gelbes Öl.
Wegen seiner Explosionsneigung ist Propargylaldehyd ein unzweckmäßiger Ausgangsstoff für industrielle Synthesen von 3-(Dimethylamino)-2-propenal.
Besser geeignet sind Vinylether, wie z. B. Ethylvinylether, die mit dem aus Dimethylformamid (DMF) und Phosgen gebildeten Vilsmeier-Reagenz in 68%iger Ausbeute zu 3-Ethoxypropenyliden-dimethylammonium-chlorid, einem Enolether-Iminiumsalz reagieren. Im schwach alkalischen Milieu wird daraus 3-Dimethylaminoacrolein gebildet, das bei Einwirkung starker Basen, wie z. B. Natronlauge, Dimethylamin unter Bildung von Malondialdehyd abspaltet.
Mit dem einfacher zu handhabenden Isobutylvinylether, DMF und Phosgen werden bei kontinuierlicher Prozessführung höhere Ausbeuten (>80 %) des Iminiumsalzes erzielt, aus dem mit verdünnter Natronlauge das 3-Dimethylaminoacrolein in 86%iger Ausbeute erhalten wird.
Statt mit Phosgen kann das Iminiumsalz auch mit einem anorganischen Säurechlorid, wie z. B. Phosphoroxychlorid oder einem organischen Säurechlorid, wie z. B. Oxalylchlorid hergestellt werden.

## Eigenschaften
3-Dimethylaminoacrolein ist eine klare, hellgelbe und gut wasserlösliche Flüssigkeit, die schwach alkalisch reagiert und mit Eisen(III)-chlorid eine tiefrote Färbung ergibt. Die Verbindung „bewirkt eine Aufhebung der hypnotischen Wirkung des Morphins bei Mäusen“ und besitzt „stimulierende Wirkung am Menschen“.

## Verwendung

### Reaktionen mit 3-Dimethylaminoacrolein
3-Dimethylaminoacrolein kann zur Einführung ungesättigter und reaktiver C3-Gruppen in CH-acide und nukleophile Verbindungen eingesetzt werden.
Die aktivierte Aldehydgruppe des 3-Dimethylaminoacroleins reagiert quantitativ mit Dialkylsulfaten, wie z. B. Dimethylsulfat unter Bildung von reaktionsfähigen, aber instabilen Addukten, die bei 110 °C wieder in die Edukte zerfallen. Die Addukte lassen sich leicht mit Nukleophilen wie Alkoholaten oder Aminen zu den entsprechenden vinylogen Amid-Acetalen bzw. Amidinen umsetzen.
Durch Reaktion mit Natriummethanolat entsteht in 62%iger Ausbeute das stabile 3-Dimethylaminoacrolein-dimethylacetal, das mit CH-aciden Verbindungen, wie z. B. Malodinitril zu 1,3-Butadien-Derivaten oder mit Cyclopentadien zu einem Aminofulven reagiert.
Mit Guanidin bildet 3-Dimethylaminoacrolein fast quantitativ 2-Aminopyrimidin.
Das mit 2-Naphthylamin und dem Dimethylsulfat-Addukt entstehende Amidin kann mit Natriummethanolat zum Benzo[f]chinolin (1-Azaphenanthren) cyclisiert werden.
N-Methylpyrrol bildet mit 3-Dimethylaminoacrolein und POCl3 in 49%iger Ausbeute das 3-(2-N-Methylpyrrol)propenal.
Analog verläuft die Herstellung einer Zwischenstufe des Cholesterinsenkers Fluvastatin bei der Reaktion eines fluorarylsubstituierten N-IsopropylIndols mit 3-Dimethylaminoacrolein und POCl3.
2,2'-Bisindole können bei der Reaktion mit 3-Dimethylaminocrolein und Oxalylchlorid durch das (wie im vorangehenden Beispiel) intermediär entstehenden 1-Chlor-3-(N,N-dimethylamino)propeniumchlorid unter Bildung einer Siebenringstruktur verbrückt werden.
Gelegentlich wird auch das Iminiumsalz aus der Reaktion des Vilsmeier-Reagenz und dem Vinylether als Vorstufe des 3-Dimethylaminoacroleins direkt zur Synthese, z. B. von Pyrazolen eingesetzt.
Bei Einsatz von Hydrazinhydrat entsteht der Grundkörper Pyrazol in 84%iger Ausbeute.

### Reaktionen zu Vinamidiniumsalzen
Die Umsetzung von 3-Dimethylaminoacrolein mit Dimethylammonium-tetrafluoroborat erzeugt praktisch quantitativ das Vinamidiniumsalz 3-Dimethylaminoacrolein-dimethyliminium-tetrafluoroborat, das als Perchloratsalz besser kristallisiert und mit Cyclopentadien in Gegenwart von Natriumamid in flüssigem Ammoniak ebenfalls zum Aminofulvenderivat reagiert.
Dasselbe Vinamidiniumsalz 1,1,5,5-Tetramethyl-1,5-diazapentadieniumchlorid entsteht auch bei der Reaktion von 3-Dimethylaminoacrolein mit Dimethylamin-hydrochlorid in 70%iger Ausbeute.
Die in zwei Stufen erfolgende Einwirkung von Dimethylamin und 70%iger Perchlorsäure auf 3-Dimethylaminoacrolein bildet ebenfalls das hier als 1,3-Bis(dimethylamino)trimethiniumperchlorat bezeichnete Iminiumsalz.
Lactone, wie z. B. γ-Butyrolacton oder cyclische Ketone, wie z. B. Cyclopentanon bilden mit dem Vinamidiniumsalz aus 3-Dimethylaminoacrolein und Dimethylamin-hydrochlorid in 91%iger bzw. 88%iger Ausbeute die entsprechenden Dienaminone.
Das Vinamidiniumsalz 1,1,5,5-Tetramethyl-1,5-diazapentadieniumchlorid reagiert mit Heterocyclen, die CH-acide Gruppen tragen, unter Bildung der entsprechenden Dienamine, die mit Basen zu anellierten Heteroaromaten, wie z. B. Carbazole, Benzofurane oder Benzothiophene cyclisiert werden können.
N-Alkylpyrrole werden in guter Ausbeute (86 %) bei der Umsetzung des Vinamidiniumsalzes mit Glycinestern, substituierte Thiophene (bis 87 %) bei der Umsetzung mit Mercaptoessigsäureestern erhalten.
Von industriellem Interesse ist die Verwendung von 3-Dimethylaminoacrolein zur Synthese von 2-Chlornicotinsäure (2-CNA) als wichtigem Edukt für Agro- und Pharmawirkstoffe. Hierzu wird 3-Dimethylaminoacrolein mit Cyanessigsäureethylester zum 2-Chlornicotinsäureethylester bzw. mit Cyanessigsäure-n-butylester zum 2-Chlornicotinsäure-n-butylester in einer Knoevenagel-Reaktion umgesetzt.
Die anfallenden Ester der 2-Chlorpyridincarbonsäure können glatt zur 2-Chlornicotinsäure hydrolysiert werden.